# Język ewenkijski
Język ewenkijski (Эвэды̄ турэ̄н) – język tunguski ludu Ewenków. Rozprzestrzeniony we wschodniej Syberii – od Jeniseju do Sachalinu. W Chinach posługuje się nim ok. 11 tys. osób (2007). Razem z językiem eweńskim i językiem mandżurskim zalicza się do grupy języków tungusko-mandżurskich. Ma wiele gwar i dialektów (m.in. „chakające", „siekające" i „szekające"), a podstawę języka literackiego tworzy dialekt południowy. W języku ewenkijskim występuje harmonia samogłosek. Zalicza się do języków aglutynacyjnych. Dysponuje skomplikowanym systemem przypadków, osobowych form czasownika i imiesłowów. Zawiera liczne zapożyczenia z języka jakuckiego i buriackiego.
Pismo oparte na alfabecie łacińskim funkcjonowało od 1931 roku. Od 1937 roku stosuje się system zapisu oparty na cyrylicy.

## Alfabet
| А а | Б б | В в | Г г | Д д | Е е | Ё ё | Ж ж | З з | И и | Й й | К к |
| Л л | М м | Н н | Ӈ ӈ | О о | П п | Р р | С с | Т т | У у | Ф ф | Х х |
| Ц ц | Ч ч | Ш ш | Щ щ | Ъ ъ | Ы ы | Ь ь | Э э | Ю ю | Я я |     |     |